# Quận Frederick, Virginia
Quận Frederick là một quận thuộc tiểu bang Virginia, Hoa Kỳ.
Quận này được lập năm 1743 từ một bộ phận của quận Orange. Theo điều tra dân số của Cục điều tra dân số Hoa Kỳ năm 2010, quận có dân số 78.305 người. Quận lỵ đóng ở Winchester 6.

## Địa lý
Theo Cục điều tra dân số Hoa Kỳ, quận có diện tích 1076 km2, trong đó có 3 km2 là diện tích mặt nước.